# Pagode im Kreis Kailu
Die Pagode im Kreis Kailu (chinesisch 开鲁县佛塔, Pinyin Kāilǔ xiàn Fótǎ) ist eine buddhistische Pagode aus der Zeit der Mongolen-Dynastie im Südosten der Großgemeinde Kailu im Kreis Kailu  der bezirksfreien Stadt Tongliao im Osten des Autonomen Gebietes Innere Mongolei im Nordosten der Volksrepublik China. Sie wurde in der Zeit von 1287 bis 1297 erbaut und wird auch Weiße Pagode von Kailu (Kailu Baita 开鲁白塔) oder Kailu-Pagode/Stupa (Kailu Fota 开鲁佛塔) genannt.
Sie steht seit 2001 auf der Liste der Denkmäler der Volksrepublik China (5-281).
Koordinaten: 43° 35′ 37″ N, 121° 18′ 41″ O